# Millettieae
Millettieae és una tribu de plantes amb flor que pertany a la subfamília Faboideae dins de la família Fabaceae.

## Gèneres
- Afgekia
- Aganope
- Antheroporum
- Apurimacia
- Austrosteenisia
- Behaimia
- Bergeronia
- Burkilliodendron
- Callerya
- Chadsia
- Craibia
- Craspedolobium
- Cyclolobium
- Dahlstedtia
- Dalbergiella
- Deguelia
- Derris
- Dewevrea
- Disynstemon
- Endosamara
- Fordia
- Hesperothamnus
- Kunstleria
- Leptoderris
- Lonchocarpus
- Margaritolobium
- Millettia
- Mundulea
- Ostryocarpus
- Paraderris
- Philenoptera
- Piscidia
- Platycyamus
- Platysepalum
- Poecilanthe
- Pongamia
- Pongamiopsis
- Ptycholobium
- Pyranthus
- Requienia
- Sarcodum
- Schefflerodendron
- Sylvichadsia
- Tephrosia
- Wisteria
- Xeroderris

## Galeria

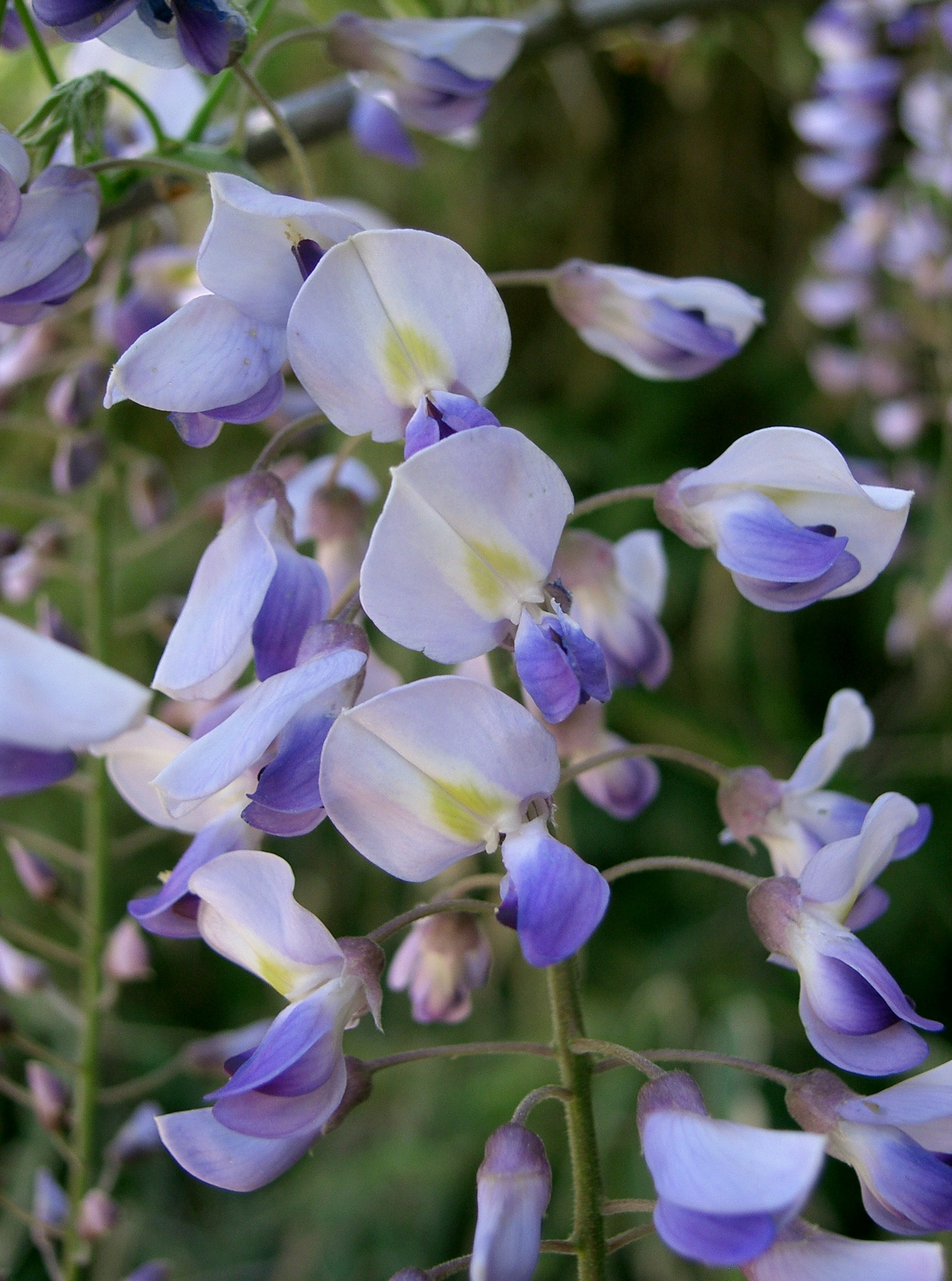
Flors de Wisteria floribunda
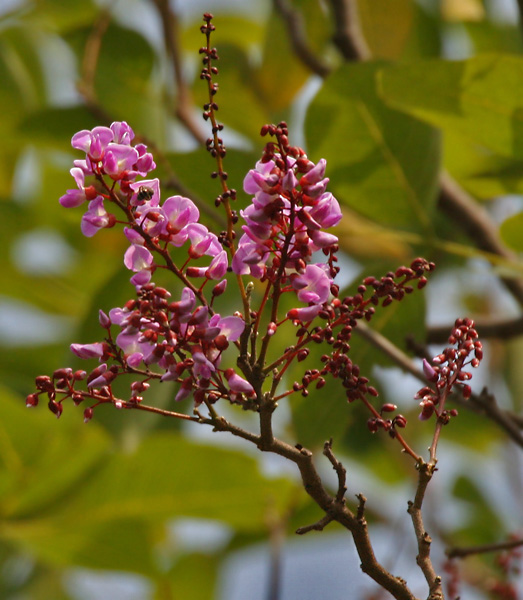
Milletia peguensis
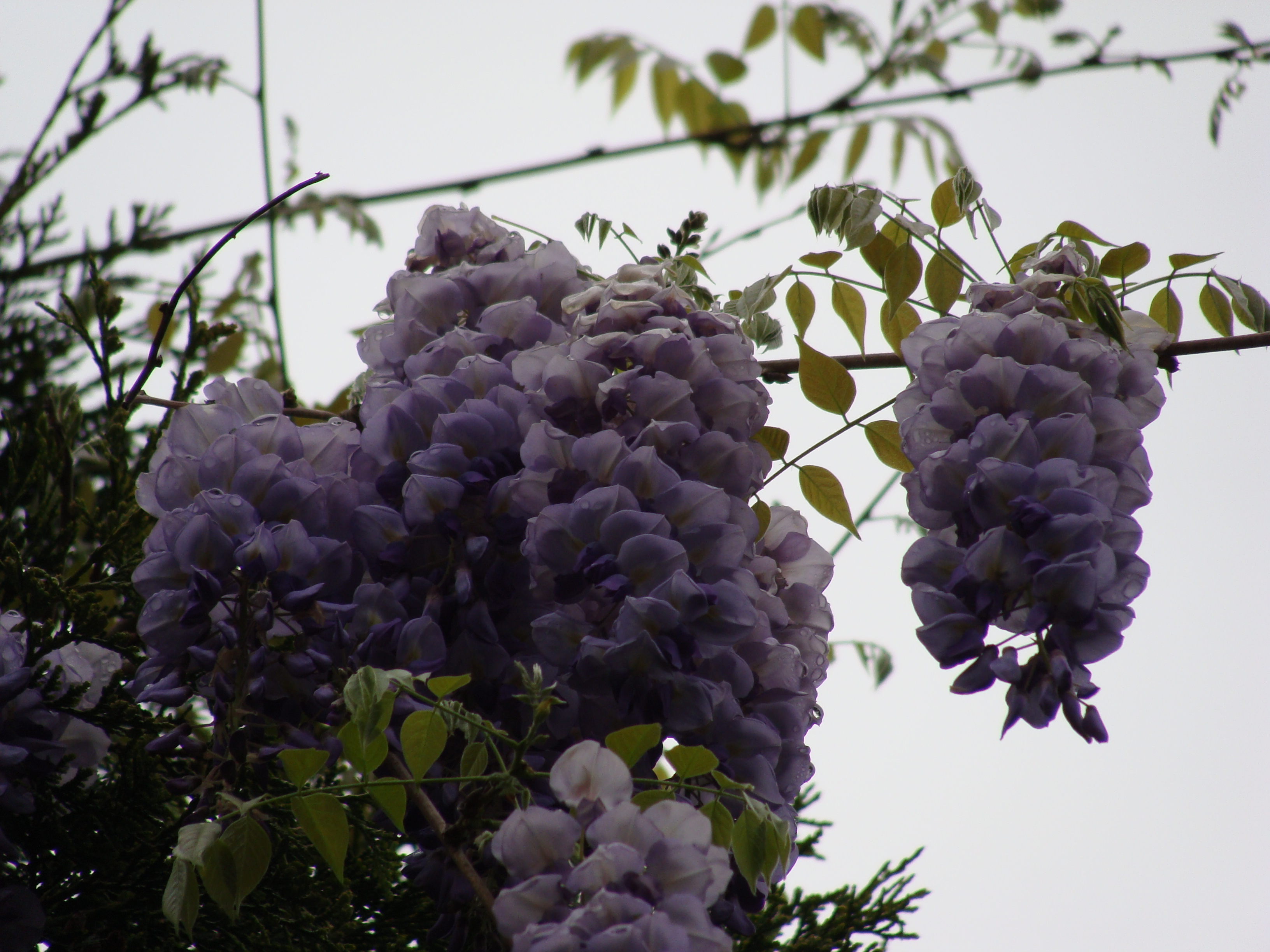
Detall de la inflorescència de Wisteria frutescens
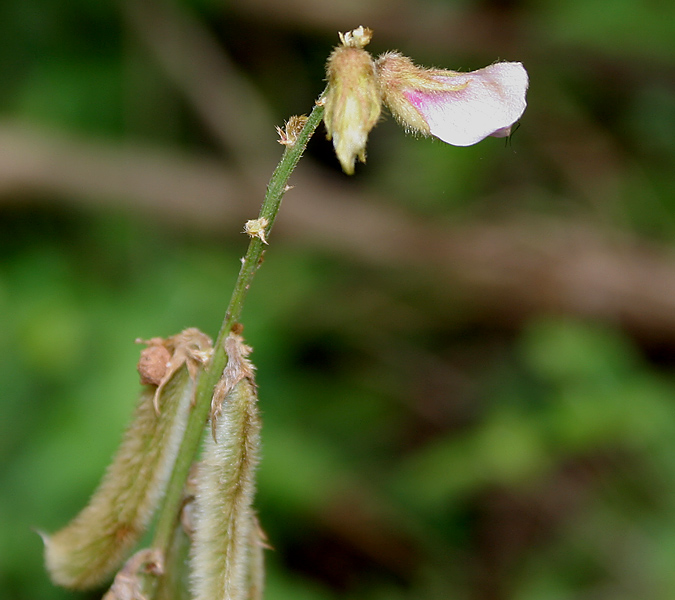
Tephrosia villosa